# Electric (The Cult)
Electric è il terzo album del gruppo musicale britannico The Cult, pubblicato nel 1987 dall'etichetta discografica Beggars Banquet.

## Il disco
Inizialmente registrato con il produttore del precedente album, insoddisfatti dagli esiti, i due leader della band decisero in seguito di rivolgersi a Rick Rubin. Con lui alla regia dovettero spostarsi negli Stati Uniti e, così, da Peace l'album mutò in Electric. Le registrazioni "originali" finirono in parte nell'EP The Manor Sessions del 1988 (1, 2, 5, 6 e 10) e diventarono delle b-side dei singoli dell'album (7, 8, 9 e 11). Quando fu pubblicato il cofanetto Rare Cult gli fu dedicato un intero disco intitolato, appunto, "The Peace album".

## Tracce
Tutte le canzoni sono scritte da Ian Astbury e Billy Duffy, eccetto dove indicato.
1. Wild Flower – 3:37
2. Peace Dog – 3:34
3. Lil' Devil – 2:44
4. Aphrodisiac Jacket – 4:11
5. Electric Ocean – 2:49
6. Bad Fun – 3:33
7. King Contrary Man – 3:12
8. Love Removal Machine – 4:17
9. Born to Be Wild (Mars Bonfire) – 3:55
10. Outlaw – 2:52
11. Memphis Hip Shake – 4:01

## Electric Peace
Nel 2013 uscì un'edizione doppio-disco dal titolo Electric Peace, comprendente entrambe le versioni dell'album.

### Electric
1. "Wild Flower" – 3:37
2. "Peace Dog" – 3:34
3. "Lil' Devil" – 2:44
4. "Aphrodisiac Jacket" – 4:11
5. "Electric Ocean" – 2:49
6. "Bad Fun" – 3:33
7. "King Contrary Man" – 3:12
8. "Love Removal Machine" – 4:17
9. "Born to Be Wild" (Mars Bonfire) – 3:55
10. "Outlaw" – 2:52
11. "Memphis Hip Shake" – 4:01

### Peace
1. "Love Removal Machine" - 5:16
2. "Wild Flower" - 4:10
3. "Peace Dog" - 5:09
4. "Aphrodisiac Jacket" - 4:25
5. "Electric Ocean" - 4:13
6. "Bad Fun" - 6:24
7. "Conquistador" - 2:53
8. "Zap City" - 5:15
9. "Love Trooper" - 3:55
10. "Outlaw" - 5:07
11. "Groove Co." - 4:13

## Formazione
- Ian Astbury - voce, chitarra
- Billy Duffy - chitarra
- Jamie Stewart - basso, cori
- Les Warner - batteria, percussioni